# 워드 (행정 구역)
워드(영어: ward /wɔrd/[*])는 영어권 국가에서 지방 자치제(municipality)의 하부 행정 단위로 쓰인다.
지역과 관련한 지리 역사적인 근린(neighborhood), 가로(thoroughfare), 교회 사목 단위인 사목구(parish), 랜드마크(landmark) 등의 이름 뒤에 붙인다.
오스트레일리아, 캐나다, 모나코, 뉴질랜드, 남아프리카, 영국, 미국 등의 지방행정에서 지방 자치제 안의 선거구 단위로 쓰인다.

## 종류
- 영국 워드: 영국에서 기초 자치 단체 의원이 대표하는 선거구 이자, 최소 자치 단체 단위
- 미국 워드: 미국에서 선거구나 행정상 목적으로 필요에 따라 나누는 도시나 마을 단위. 지자체에 따라 두지 않는 경우도 많다.

## 같이 보기
- 탄자니아의 행정 구역